# Zastava PPZ
A Zastava PPZ  é a mais recente geração da série CZ 99 de armas de mão em vários calibres.

## História
Em 2007 Zastava começou a trabalhar na nova geração de pistolas com base na série CZ 99, sob o nome de trabalho
"CZ M-07". O M-07 foi um redesenho geral da pistola CZ 99/999. O topo do slide foi achatado, os lados estavam inclinados (de modo semelhante aos da H&K USP), o eixo do furo foi reduzido em 4 mm, mecanismo do gatilho, bem como mecanismo de liberação do "slide" e mecanismo de desmonte também foram redesenhados, uma maior "cauda de castor" foi adicionada e a capacidade do carregador foi aumentada de 15+1 para 17+1.
Em 2010, o novo protótipo foi revelado no IWA Show em Nuremberg sob o novo nome de trabalho "RASHOMON". A maior diferença foi o novo quadro de polímero com alça traseira intercambiável e um trilho MIL-STD-1913 completo. O "es" também sofreu um redesenho, assim como o mecanismo de gatilho, lançamento do "slide" e desmonte. O peso foi reduzido para 650 gramas (.45 ACP)
Em 2012, um novo protótipo foi revelado no IWA Show em Nuremberg sob o novo nome de trabalho '"PPZ" mais refinado do protótipo RASHOMON. O projeto Zastava PPZ passou por fase final, sendo realizados testes de confiabilidade até abril de 2013.

## Detalhes do projeto
O Zastava PPZ apresentará uma estrutura de polímero, uma cinta traseira intercambiável e um trilho estendido de Mil-Std-1913 que executará todo o comprimento do slide.
PPZ é projetado desde o início em torno do calibre .45ACP, mas a versão 9×19mm também é esperada, juntamente com uma versão S40. Espera-se que o projeto seja modular, exigindo apenas o cano, a mola de recuo, o carregador e possivelmente o extrator para converter a arma de um calibre para outro.
Há rumores não confirmados de que o PPZ estará disponível no calibre 7.62×25mm Tokarev. Estima-se que a capacidade do carregador no calibre .45 ACP seja 14 rodadas, 15 rodadas em calibre .40 S&W, 17 ou 18 rodadas em 9×19mm (com base em aumentos de capacidade acrescentadas no protótipo Zastava CZ 07/M-07), Enquanto em 7,62×25 mm a capacidade é estimada em 20 rodadas.